# RoBERT
Pour les articles homonymes, voir Robert.
 (octobre 2014).
Si vous disposez d'ouvrages ou d'articles de référence ou si vous connaissez des sites web de qualité traitant du thème abordé ici, merci de compléter l'article en donnant les références utiles à sa vérifiabilité et en les liant à la section « Notes et références ».
 Myriam Roulet, dite RoBERT est une chanteuse, auteure-compositrice-interprète française née le 14 octobre 1964 à Paris. Également danseuse et comédienne, elle évolue dans un univers à mi-chemin entre le féerique, le tragique et l'absurde. La mort, l’enfance et l’amour reviennent régulièrement dans ses textes. Sa musique baroque, souvent mêlée d’électronique, sa voix lui valent un succès en France, Suisse, Belgique, mais également au Japon.

## Débuts
Danseuse classique, ses rêves se brisent lorsque, adolescente, une décalcification osseuse l’oblige à délaisser sa passion. Jeune comédienne, elle décide de se consacrer à la musique et à la chanson en 1989. Depuis lors, elle collabore principalement avec son époux Mathieu Saladin, musicien et souvent à la composition. Son premier 45 tours, Elle se promène, est publié en novembre 1990 chez SONY/BMG et sera défendu par un clip réalisé par John Lvoff qui sera beaucoup diffusé sur M6 en 1991. L'artiste défendra la chanson à Sacrée Soirée en avril de la même année.
En 1993, sort Sine, composé de 16 titres. La même année, on retrouve sa voix accompagnant celle de Jean-François Coen dans La Tour de Pise, dont le clip est signé Michel Gondry, qui avait réalisé quelques mois plus tôt Les Jupes. Elle fait les chœurs sur certaines chansons de l’album éponyme.

## Collaboration avec Amélie Nothomb (1998-2002)
En 1997, RoBERT livre discrètement Princesse de rien, son deuxième opus (12 titres). La même année, elle fait la connaissance de l’écrivaine belge Amélie Nothomb. Cette dernière signe L’Appel de la succube, interprété par la chanteuse sur la deuxième édition de Princesse de rien (2000).
En septembre 2002, RoBERT confie son troisième album, Celle qui tue (13 titres + 1). Six textes sont écrits par son amie Amélie Nothomb, dont Requiem pour une sœur perdue. Parallèlement, la romancière publie le roman Robert des noms propres, inspiré de la vie de la chanteuse.

## DeUnutmaàNuit gravement(2004-2012)
Unutma (n'oublie pas) (2004) est une anthologie de titres extraits de ses trois albums (réédités en 2007), de versions alternatives, et quelques chansons nouvelles. La jeune femme s’y exprime notamment en turc (la plage titulaire). À cette occasion, elle réenregistre son titre Le Prince bleu, cette fois en duo avec la chanteuse et actrice américaine Majandra Delfino (connue pour ses rôles dans le long-métrage Traffic et la série américaine Roswell). Les clips de RoBERT sont très appréciés et, pour ce duo, un film d’animation est réalisé par Sébastien Rossignol. Ils reçoivent ensemble le prix des meilleurs effets spéciaux au Festival international du vidéoclip en France.
La même année, un remix du titre Nickel est réalisé par Romain Tranchart (du duo Modjo, connu du grand public pour son titre Lady en 2000). La chanson sort en single.
Elle se produit le plus souvent dans les petites salles de Paris. Au printemps 2005, sort en vidéodisque l’enregistrement du concert donné à la Cigale le 25 septembre 2004. Un public fidèle suit RoBERT depuis ses débuts, grandissant de concert en concert.
Le quatrième album, Six pieds sous terre sort dans les bacs en novembre 2005. Il comporte onze titres écrits par RoBERT, ainsi que Prière pour aller au paradis, un titre emprunté à Marie Laforêt. Le comédien Sacha Bourdo s’aventure dans l’univers de RoBERT et partage avec elle Histoire de loup. Le premier extrait s’intitule Personne, un titre écrit et composé par la jeune femme. À cette occasion, Gabriel Aghion (Le Libertin, Belle-Maman, Pédale douce...) réalise pour la première fois un clip, le huitième de RoBERT. Le 5 février 2006, pour la première fois en seize ans, l’artiste se produit à l’Olympia.
En novembre de la même année, RoBERT signe avec un nouveau distributeur, Rue Stendhal. Le label réédite tous les albums de la chanteuse en janvier 2007. Pour la première fois, tous les albums de RoBERT sont simultanément disponibles dans le commerce. Parallèlement, un clip a été réalisé, tourné par Sylvain Gatelais dans une très belle lumière, pour son duo avec le comédien Sacha Bourdo, Histoire de loup. Un DVD de son spectacle Haute couture à l’espace Pierre Cardin sort en octobre 2007.
L’album intitulé Sourde et aveugle est sorti le 17 novembre 2008, d’abord en version digipack puis, le 19 janvier 2009, en version cristal. Seront extraits de cet album Tout est calme et Sorry. On retrouve également la reprise d'un tube de Johnny Hallyday Ma gueule.
Pour la seconde fois de sa carrière, RoBERT se produit à l'Olympia le 5 février 2010 pour ses 20 ans de carrière. Elle chantera pas moins de 30 titres en 2 actes : Ange et Démon. Un DVD sortira en août, dans une édition collector comprenant l'album Live. Par ailleurs, elle enregistre en russe la chanson Le Prince bleu, en compagnie de la chanteuse Alina Dunaevskaya, du groupe Markize.
RoBERT sort Nuit gravement son 6e album studio le 30 avril 2012 enregistré en Roumanie. Skype, le premier single tiré de cet album est un duo avec l'acteur Anthony Delon. La même année, elle sort Aux marches du palais, un album composé de dix chants traditionnels totalement revisités.
En 2014, elle crée le groupe Plastic Art Noise avec le chanteur australien new wave George Pappas (Alienskin) et sort l'album Like strangers do composé de dix titres composés par Mathieu Saladin et ce dernier. Elle interprète l'intégralité des titres en duo avec George Pappas. Trois singles seront extraits de cet album In your sad eyes, Moonlight Rhapsody et Lady of the lake.
Après avoir divorcé en 2017 de Mathieu Saladin (ex-collaborateur musicien), elle crée son nouveau label Légendaires.

## Publicité pour Givenchy
En septembre 2009, Givenchy choisit RoBERT pour faire la bande originale de la publicité son dernier parfum Ange ou Démon, le secret dont elle signe les paroles et la musique. L'annonce est réalisée par l'indienne Mira Nair, qui met en scène l'actrice américaine Uma Thurman. La chanson bénéficie d'un clip d'animation réalisé par Gerlando Infuso. La chanson est également utilisée par Michelle Phan dans l'une de ses vidéos.

## Discographie
Après être restée six ans chez Sony, elle s'auto-produit.

### Singles
- Elle se promène (1990)
- Les Jupes (1991)
- Les Clichés de l’ennui (1993)
- Princesse de rien (2000)
- Nickel (2000)
- Colchique mon amour (2001)
- À la guerre comme à la guerre (Single promo) (2002)
- Le Prince bleu (maxi CD-DVD single) (2004)
- Nickel (remixé par Romain Tranchart) (2004)
- Personne (remixé par Romain Tranchart) (2005)
- Histoire de Loup (en duo avec Sacha Bourdo) (2006)
- Tout est calme (2008)
- Sorry (2009, Maxi CD uniquement)
- Ange et démon (2009)
- I Feel Sick remix (feat. Mickael Akira) (2011- E.P. digital)
- Skype (en duo avec Anthony Delon (2012)
- La Révolution (2013)
- Taste of your tongue (2013 - E.P. digital)
- Débutante (2014 - E.P. digital)
- L'otage de tes pardons (2020-single digital)
- Je veux (2021-single digital)

## Clipographie
| Année | Titre                                      | Réalisateur              |
| ----- | ------------------------------------------ | ------------------------ |
| 1990  | Elle se promène                            | John Lvoff               |
| 1992  | Les Jupes                                  | Michel Gondry            |
| 1993  | Les Clichés de l'ennui                     | Jean Bocheux             |
| 2000  | Princesse de rien                          | Mathieu Saladin & RoBERT |
| 2000  | Nickel                                     | Philippe Gautier         |
| 2000  | Colchique mon amour                        |                          |
| 2004  | Le Prince bleu (duo avec Majandra Delfino) | Sébastien Rossignol      |
| 2004  | Nickel (remixé par Romain Tranchart)       | Philippe Gautier         |
| 2005  | Personne                                   | Gabriel Aghion           |
| 2006  | Histoire de loup (duo avec Sacha Bourdo)   | Sylvain Gatelais         |
| 2008  | Tout est calme                             | Any May                  |
| 2008  | Le Jardin des roses (duo avec Austyn)      | Sylvain Gatelais         |
| 2009  | Ange & Démon                               | Gerlando Infuso          |
| 2012  | Skype (duo avec Anthony Delon)             | Giuliano Peparini        |
| 2013  | La Révolution                              | Guillaume Rabeyrin       |
| 2013  | Taste Of Your Tongue                       | Stéphane Magnant         |
| 2013  | Idole (par Apoplexie feat. RoBERT)         | Jonathan Icher           |
| 2014  | Débutante                                  | Thibaut Boidin           |

## Filmographie
- Le Voyage en douce (1980)

La chanteuse y fait une brève apparition : elle interprète Lucie enfant.
Géraldine Chaplin incarne Lucie à l’âge adulte.
- L'École des femmes (1989, pièce de théâtre)
- La Chambre des dames (TV, rôle de Blanche)

## DVD
- Le Prince bleu (2004 - Réalisé par Sébastien Rossignol)
- Live à la Cigale (2005 - Réalisé par Sébastien Rossignol)
- Les clips (2006)
- Haute couture (2007- réalisé par Sylvain Gatelais)
- Tour de France (2008 - réalisé par Any May)
- Rétrospectives [volume 1] (2010 - réalisé par Any May)
- Ange et Démon à l'Olympia (2010)
- Rétrospectives [volume 2] (2011 - réalisé par Any May)

## Anecdote
Son nom d’artiste, en général stylisé RoBERT sur les disques, lui a été donné par Mathieu Saladin, qui voulait que son pseudonyme ne lui ressemble pas.